# Дюгонь
Дюго́нь, или обыкновенный дюгонь (лат. Dugong dugon), — вид водных млекопитающих, единственный в роде дюгоней (Dugong) из семейства дюгоневых. Других современных представителей семейства не осталось, но к нему относилась истреблённая в XVIII в.  стеллерова корова. Дюгонь занесён в Красный список МСОП как уязвимый вид. Название «дюгонь» происходит от малайского duyung, означающего «морская дева» («русалка»).

## Внешний облик
Длина тела 2,5—4 м, масса достигает 600 кг. Максимальная зафиксированная длина тела (самец, пойманный в Красном море) равнялась 5,8 м. Выражен половой диморфизм: самцы крупнее самок.
Небольшая малоподвижная голова переходит в массивное веретенообразное туловище, которое оканчивается хвостовым плавником, расположенным горизонтально. Хвост по форме отличается от хвоста ламантинов и напоминает хвост китообразных: две его лопасти разделены глубокой выемкой. Передние конечности превратились в гибкие ластообразные плавники длиной 35—45 см. От задних конечностей остались только рудиментарные тазовые кости, скрытые в мускулатуре. Кожа грубая, до 2—2,5 см толщиной, покрыта редкими одиночными волосами. Окраска с возрастом темнеет, становясь тускло-свинцовой или буроватой; брюхо светлее.
Голова маленькая, округлая, на короткой шее. Ушных раковин нет. Глаза маленькие, глубоко посаженные. Ноздри сдвинуты наверх сильнее, чем у других сирен; снабжены клапанами, которые закрываются под водой. Морда выглядит обрубленной; заканчивается мясистыми губами, свисающими вниз. Верхняя губа несёт жёсткие щетинки-вибриссы и раздвоена посредине (у молодых особей сильнее); такое её строение помогает дюгоню срывать водоросли. Нижняя губа и передняя часть нёба покрыты ороговелыми участками. У молодых дюгоней около 26 зубов: по 2 резца и по 4—7 пар коренных зубов на верхней и нижней челюсти. У взрослых сохраняется 5—6 пар коренных зубов. Кроме того, у самцов верхние резцы превращаются в бивни, выступающие из дёсен на 6—7 см. У самок верхние резцы небольшие, иногда не прорезываются. Коренные зубы цилиндрической формы, лишены эмали и корней.
В черепе дюгоня сильно увеличены в размерах предчелюстные кости. Носовые кости отсутствуют. Нижняя челюсть загнута вниз. Мозговая коробка мала. Кости скелета толстые и прочные.

## Распространение
Дюгони сохранились только в тропическом поясе Индийского и Тихого океана: от Красного моря вдоль восточного побережья Африки, в Персидском заливе, у северо-восточного побережья Индии, близ Малайского полуострова, Северной Австралии и Новой Гвинеи, а также у ряда тихоокеанских островов. Общая протяжённость современного ареала дюгоней оценивается в 140 000 км береговой линии.
В настоящее время наибольшая популяция дюгоней (более 10 000 особей) обитает у Большого Барьерного рифа и в Торресовом проливе. Крупные популяции у побережья Кении и Мозамбика сильно сократились после 1970-х гг. У побережья Танзании последний экземпляр дюгоня наблюдали 22 января 2003 г., после 70-летнего перерыва. Небольшое количество дюгоней водится у Палау (Микронезия), у о. Окинава (Япония) и в проливе Джохор между Малайзией и Сингапуром.

## Образ жизни
Дюгони обитают в тёплых прибрежных водах, мелководных бухтах и лагунах. Иногда выходят в открытое море; заходят в устья и эстуарии рек. Держатся над глубинами не более 10—20 м. Большую часть активности составляет кормёжка, связанная с чередованием приливов и отливов, а не со световым днём. Кормиться дюгони приплывают на мелководье, к коралловым рифам и отмелям, на глубину 1—5 м. Основу их рациона составляют водные растения из семейств рдестовых и водокрасовых, а также морские водоросли. В их желудках находили и мелких крабов. При кормежке 98 % времени проводят под водой, где «пасутся» по 1—3, максимум 10—15 минут, затем поднимаются на поверхность для вдоха. По дну часто «ходят» на передних плавниках. Растительность срывают с помощью мускулистой верхней губы. Перед тем, как съесть растение, дюгонь обычно прополаскивает его в воде, мотая головой из стороны в сторону. В день дюгонь потребляет до 40 кг растительности.
Держатся в одиночку, но над кормными местами собираются группами из 3—6 голов. В прошлом отмечались стада дюгоней до несколько сотен голов. Живут преимущественно оседло; некоторые популяции совершают дневные и сезонные перемещения, зависящие от колебания уровня воды, температуры воды и доступности пищи, а также антропогенного давления. По последним данным протяжённость миграций при необходимости составляет сотни и тысячи километров. Обычная скорость плавания — до 10 км/ч, но напуганный дюгонь может развивать скорость до 18 км/ч. Молодые дюгони плавают преимущественно при помощи грудных плавников, взрослые — хвоста.
Дюгони обычно молчаливы. Только возбуждённые и напуганные, они издают резкий свист. Детёныши издают блеющие крики. Зрение у дюгоней развито слабо, слух — хорошо. Неволю переносят гораздо хуже, чем ламантины.

### Размножение

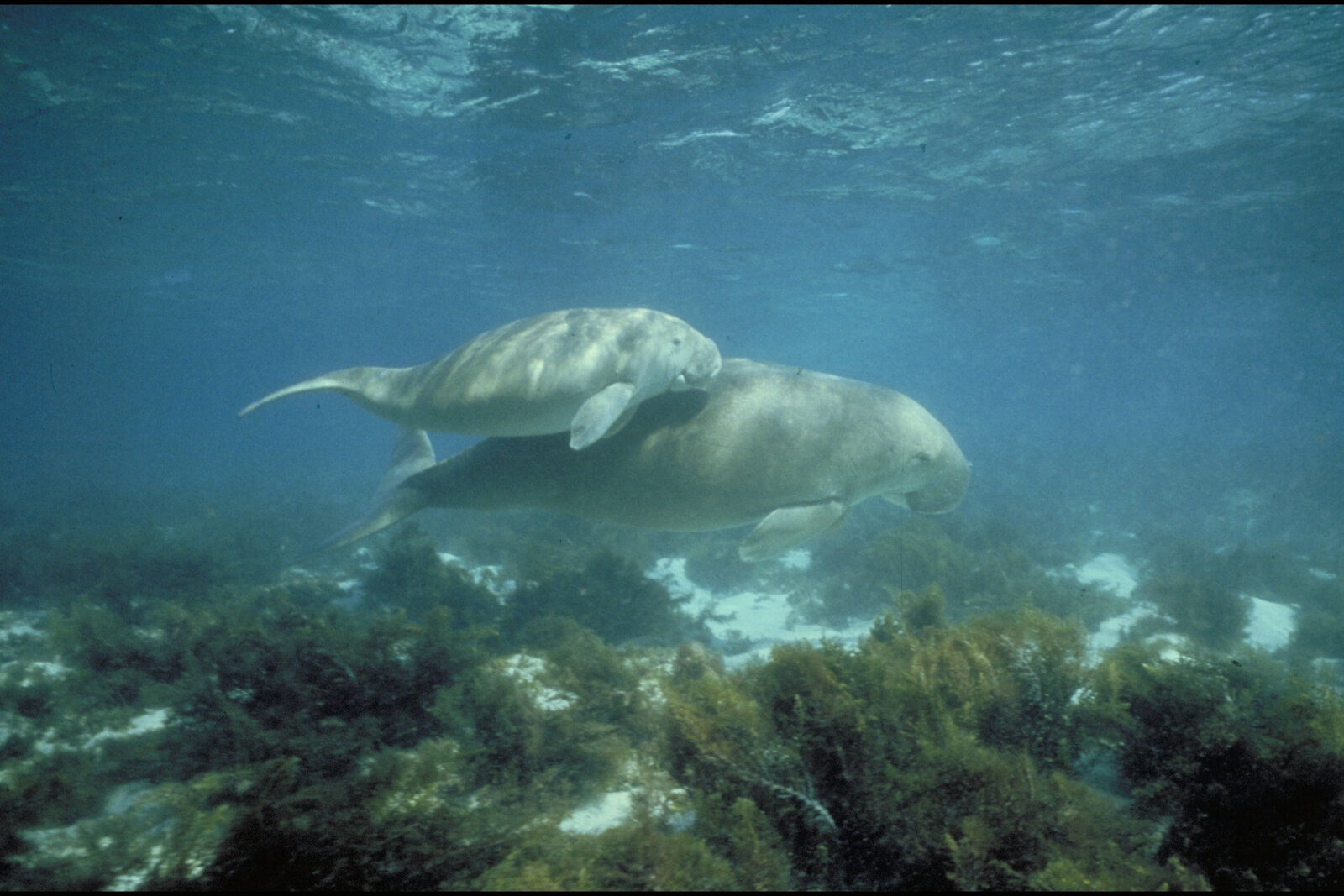
Самка дюгоня с детёнышем

Размножение продолжается круглый год, варьируясь по времени пика в разных частях ареала. Самцы дюгоней сражаются за самок, используя свои бивни. Беременность, предположительно, длится год. В помёте 1 детёныш, редко 2. Роды проходят на мелководье; новорожденный при длине тела 1—1,2 м весит 20—35 кг, довольно подвижен. Во время погружений детёныши цепляются к спине матери; молоко сосут в перевёрнутом положении. Подросшие детёныши днём собираются в стаи на мелководье. Самцы в воспитании потомства участия не принимают.
Молочное вскармливание продолжается до 12—18 месяцев, хотя уже в 3 месяца молодые дюгони начинают поедать траву. Половая зрелость наступает в 9—10 лет, возможно, позже. На молодых дюгоней охотятся крупные акулы, взрослым особям могут представлять угрозу только гребнистые крокодилы и косатки. Продолжительность жизни — до 70 лет.

## Взаимодействие с человеком
Дюгоней промышляют из-за мяса, напоминающего по вкусу телятину, а также из-за жира, шкур и костей, которые идут на поделки под слоновую кость. В некоторых азиатских культурах части тела дюгоней используются в традиционной медицине. От зверя массой 200—300 кг получают 24—56 л жира.
Из-за хищнической добычи и деградации среды обитания на большей части ареала дюгонь стал редок или исчез. Так, по оценкам, основанным на частоте вылова их сетями, его численность в наиболее благополучной части ареала, у берегов Квинсленда, с 1962 по 1999 г. сократилась с 72 000 до 4 220 голов. В 2022 году международная группа учёных объявила о вымирании дюгоня в водах Китая (количество его наблюдений быстро падало с 1975 года и сошло на нет в 2008).
В настоящее время лов дюгоней сетями запрещён, и их добывают гарпунами с лодок. Добыча разрешена в качестве традиционного промысла аборигенных народов. Дюгонь занесён в Красную книгу Международного союза охраны природы со статусом «уязвимый вид».

## Дюгонь в литературе и кино
Дюгонь упоминается в романе Жюля Верна «Таинственный остров» — с ним сражался верный пёс колонистов Топ в озере, названном в честь Улисса Гранта — озере Гранта. В другом романе Верна, «20 000 лье под водой», на дюгоня охотится один из главных персонажей — гарпунщик Нед Ленд.
В австралийском фильме ужасов «Долгий уикенд» герой убивает дюгоня, труп которого затем преследует его.
В аниме и манге «Дети моря» главные герои в лице Уми и Соры были воспитаны дюгонями.